# DJ Promo
DJ Promo, pseudonimo di Sebastian Hoff (...), è un disc jockey olandese, che produce musica hardcore.

## Storia del gruppo
Promo inizia la sua carriera di disc jockey nel 1992, organizzando piccole feste a cui partecipavano già allora i più noti artisti del genere. Nel 1995 cominciò a farsi notare al grande pubblico con un remix gabber della nota canzone dei No Doubt: Don't speak.
Nel 2000, insieme al collega X-ess, crea una propria etichetta discografica: la The Third Movement. Questa ospita le produzioni anche di molti altri artisti ed è ancora oggi una delle più note etichette del genere hardcore. 
Nel 2005 Promo partecipa in media tre volte a settimana a piccoli e grandi eventi in giro per l'Europa ed ha all'attivo più di 100 produzioni.
Un importante momento della sua carriera è stato nel 2003, quando ha concluso l'importante evento del Sensation black, episodio chiamato dallo stesso dj una pietra miliare nella sua carriera. Ancora oggi è uno dei dj più famosi della scena hardcore.
Il sound di Promo è sempre stato innovativo ed in continuo mutamento, infatti crea spesso tracce anche di altri sottogeneri, con diversi pseudonimi (come per esempio Rude awakening).

## Discografia
- Judges & Promo - I am the law (1996)
- Promo - It runs deep EP (1996)
- Promo - Can't hold me down (Promo) (1997)
- Promo feat. Brian Acardy - Cold as stone (1997)
- Promo vs Waxweazle - Fixxxed (1997)
- Promo - Mad-donna (1997)
- Promo - King of pain (1999)
- Promo - Counter attack (1999)
- Promo feat. Catscan - Midnight impact (1999)
- Promo - Up yours! (1999)
- Promo feat. Digital Boy - Serious damage (2000)
- Promo - Running against the rules (2000)
- Promo - I come correct (2001)
- Promo - Not down with the standard (2001)
- Promo - Phreak ya speaka (2001)
- G-Shock - Demons [promo remix] (2001)
- Promo - The bad guy (2001)
- Promo - Escape from the hostile (2002)
- Promo feat. Lenny Dee - I called you (2003)
- Promo - Messin' with yo mind (2003)
- Promo - The killing fields 2003 (2003)
- Promo feat. Catscan - Toch welleuk (2003)
- Promo - The strenght behind the pride (2003)
- Promo - Still got it (2004)
- Promo - Everything (2004)
- Promo - Take it Personal (2004)
- Promo - Masters of Ceremony - A way of life (promo remix) (2005)
- Promo - The Revolutionist (2006)